# 杨绍萱
杨绍萱（1893年—1971年4月14日），曾用笔名广誉、亨林、大河，男，直隶滦州柏各庄人，中国历史学家、法学家、剧作家、戏曲史研究家，中国民间文艺研究会理事，北京师范大学教授。

## 生平
北京师范大学教育系1925年毕业，回到家乡任滦县中学校长。1926年到归绥任五族学院院长。1927年4月28日李大钊在北京就义。杨绍萱写了《李守常先生小传》在当地报纸发表。随即被控制绥远省的阎锡山当局逮捕入狱。在狱中编写《革命歌唱集》。后越狱逃脱。任北平师范学校校长，天津法商学院教授、教训处主任，支持学生办《谷峰》《温流》等抗日壁报；北平中国大学教授。
抗日战争爆发后，1938年秋被地下党安排护送赴延安。1940年加入中国共产党，任马列学院编辑委员会委员，与陈伯达、范文澜等九人组成马列学院历史研究室，共同筹划《中国通史简编》的编写，后因与范文澜在中国历史分期问题上的分歧而退出，掉中共中央党校研究室任研究员。参与组建中央党校俱乐部、延安平剧（即京剧）团、延安平剧（即京剧）研究院，并任延安平剧（即京剧）团团长、延安平剧（即京剧）研究员和院长等职。1943年调入中央党校一部，与齐燕铭共同创作、编导、公演了京剧《逼上梁山》，为新编历史剧创新尝试。1944年1月9日毛泽东看了《逼上梁山》之后，连夜给杨绍萱、齐燕铭写信：

“绍萱、燕铭同志：看了你们的戏，你们做了很好的工作，我向你们致谢，并请代向演员同志们致谢！历史是人民创造的，但在旧戏舞台上（在一切离开人民的旧文学旧艺术上），人民却成了渣滓，由老爷太太少爷小姐们统治着舞台，这种历史的颠倒，现在由你们再颠倒过来，恢复了历史的面目，从此旧剧开了新生面，所以值得庆贺。郭沫若在历史话剧方面做了很好的工作，你们则在旧剧方面做了此种工作，你们这个开端将是旧剧革命的划时期的开端，我想到这一点就十分高兴，希望你们多编多演，蔚成风气，推向全国去！”

《逼上梁山》最初有26场，1944年又改为27场。后改编为昆曲、秦腔、汉剧、河北梆子、豫剧、评剧、晋剧、婺剧等剧种。1949年后，由李少春复排并摄成电影片。
1947年1月中共中央在延安决定成立“中央法制委员会”，为十名成员之一，负责起草商法。
中华人民共和国成立后，是中国新史学研究会筹委会11位常委之一，与侯外庐同任研究会秘书，是中国马列主义史学开创者之一。在中国古代史分期的问题上，撰写《关于“殷周殉人”的问题》《读陆懋德先生<试答墟殉人问题>论文之后》等论文，阐述了中国历史见解“西周奴隶社会说”。《中国古代社会新发展纪略》在中国史界颇具影响。还兼任《新戏曲》月刊编辑委员、中央文化部戏政局副局长、戏曲改进局副局长。写了诸多借古说今的剧本，影响较大的有《孟姜女》《新大名府》《新白兔记》《闹江州》等。在戏曲作曲方面编写了《曲谱琐记》一书，内含几十首戏曲曲谱及民歌。遭到了对其戏剧新作的“反历史主义”倾向的严厉批判运动。1954年调北京师范大学历史系任特级教授，专门从事甲骨文、金文研究。1965年中风后半身不遂。